# Palindiona guttata
Palindiona guttata är en fjärilsart som beskrevs av Felder 1874. Palindiona guttata ingår i släktet Palindiona och familjen nattflyn. Inga underarter finns listade i Catalogue of Life.